# Gawliki Małe
Gawliki Małe (deutsch Klein Gablick) ist ein Dorf in der polnischen Woiwodschaft Ermland-Masuren und gehört zur Landgemeinde Wydminy (Widminnen) im Powiat Giżycki (Kreis Lötzen).

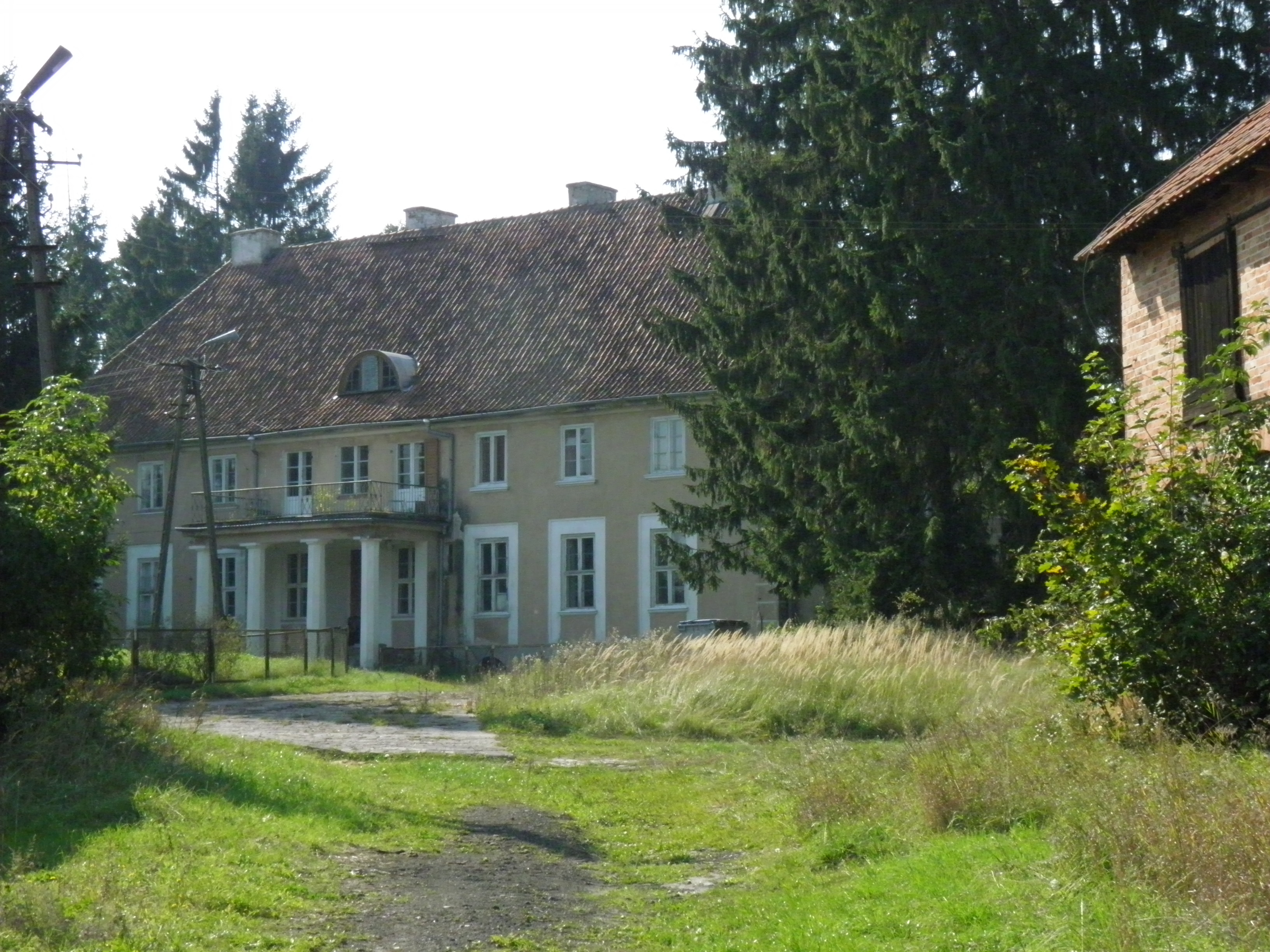
Das ehemalige Gutshaus Klein Gablick mit säulengestütztem Eingangsvorbau in Gawliki Małe

## Geographische Lage
Gawliki Małe liegt in der östlichen Mitte der Woiwodschaft Ermland-Masuren am kleinen Flüsschen Gablick (polnisch Gawlik), 22 Kilometer südöstlich der Kreisstadt Giżycko (Lötzen).

## Geschichte
Das den – um 1785 Klein Gablicken und auch Drygalsken genannten – Ort prägende Gut war auf einer Anhöhe in einer Flussschleife des Gablick angesiedelt und entstand am 24. Oktober 1549 unter Herzog Albrecht als Dienstgut. Im 17. Jahrhundert vereinigten Matthias Simon und Andreas Drygalski die Ländereien mit dem Vorwerk Gembalken (polnisch Gębałki). Später kaufte Johann Christoph von Lockstaedt die Güter Klein Gablick und Heybutten (Hejbuty).
Anfang des 20. Jahrhunderts blühte der Gutsbetrieb nach einer längeren Flaute wieder auf. 1913 errichtete man eine Brennerei. An dem Gebäude wurden die Namen der Architekten H. Thate und A. Murach eingemeißelt. Das Gutshaus entstand Anfang des 20. Jahrhunderts mit säulengestütztem Eingangsvorbau. Letzter deutscher Eigentümer des damals 736 Hektar großen Areals war seit den 1920er Jahren der Landwirt Heumann. Er betrieb Rinder-, Schweine-, Schaf- und Pferdezucht. Nach 1945 wirtschaftete hier ein staatliches Gut; die Gebäude benötigen dringend eine Restaurierung.
Am 29. März 1874 wurde Klein Gablick Amtsdorf und damit namensgebend für einen Amtsbezirk. Er bestand – am 15. November 1938 umbenannt in Amtsbezirk Balzhöfen – bis 1945 und gehörte zum Kreis Lötzen im Regierungsbezirk Gumbinnen (1905–1945 Regierungsbezirk Allenstein) in der preußischen Provinz Ostpreußen.
Der Gutsbezirk Klein Gablick zählte im Jahre 1910 insgesamt 146 Einwohner.
Aufgrund der Bestimmungen des Versailler Vertrags stimmte die Bevölkerung im Abstimmungsgebiet Allenstein, zu dem Klein Gablick gehörte, am 11. Juli 1920 über die weitere staatliche Zugehörigkeit zu Ostpreußen (und damit zu Deutschland) oder den Anschluss an Polen ab. In Klein Gablick stimmten 100 Einwohner für den Verbleib bei Ostpreußen, auf Polen entfiel keine Stimme.
Bis 1945 war er dem Standesamt in Widminnen (polnisch Wydminy) zugeordnet. Am 30. September 1928 verlor Klein Gablick seine Eigenständigkeit und wurde in die Nachbargemeinde Wensowken (1938–1945 Großbalzhöfen, polnisch Wężówka) eingegliedert.
In Kriegsfolge kam das Dorf 1945 mit dem südlichen Ostpreußen zu Polen und trägt heute die polnische Namensform Gawliki Małe. Es bildet heute mit Gębałki (Gembalken) ein Schulzenamt (polnisch sołectwo) und ist Teil der Landgemeinde Wydminy (Widminnen) im Powiat Giżycki (Kreis Lötzen), bis 1998 der Woiwodschaft Suwałki, seither der Woiwodschaft Ermland-Masuren zugehörig.

### Amtsbezirk Klein Gablick/Balzhöfen
Der Amtsbezirk Klein Gablick, ab 1938 Amtsbezirk Balzhöfen genannt, bestand bis 1945. Anfangs waren fünf, am Ende noch drei Gemeinden eingegliedert:
| Name          | Änderungsname 1938 bis 1945 | Polnischer Name | Bemerkungen                       |
| ------------- | --------------------------- | --------------- | --------------------------------- |
| Czybulken     | Richtenfeld                 | Cybulki         |                                   |
| Junien        | Kleinbalzhöfen              | Junie           | 1938 nach Balzhöfen eingegliedert |
| Klein Gablick |                             | Gawliki Małe    | 1928 nach Wensowken eingegliedert |
| Radzien       | Königsfließ                 | Radzie          |                                   |
| Wensowken     | Großbalzhöfen               | Wężówka         | 1938 nach Balzhöfen eingegliedert |

Am 1. Januar 1945 gehörten noch Balzhöfen, Richtenfeld und Königsfließ zum Amtsbezirk Balzhöfen.

## Religionen
Bis 1945 war Klein Gablick in die evangelische Kirche Widminnen in der Kirchenprovinz Ostpreußen der Evangelischen Kirche der Altpreußischen Union und in die katholische Pfarrkirche Lötzen im Bistum Ermland eingepfarrt. Heute gehört Gawliki Małe zur evangelischen Kirchengemeinde Wydminy, einer Filialgemeinde der Pfarrei Giżycko in der Diözese Masuren der Evangelisch-Augsburgischen Kirche in Polen bzw. zur katholischen Pfarrkirche Wydminy im Bistum Ełk der Römisch-katholischen Kirche in Polen.

## Verkehr
Gawliki Małe liegt an einem Landweg, der Gawliki Wielkie (Groß Gablick) mit Wężówka (Wensowken, 1938–1945 Großbalzhöfen) verbindet und teilweise recht unwegsam ist. Die nächste Bahnstation ist Wydminy an der Bahnstrecke Głomno–Białystok.